# Rokopisna kultura
Rokopisna kultura je civilizacijsko obdobje, ki za shranjevanje in širjenje informacij uporablja rokopise. Rokopisi so razvojno med ustno kulturo in kulturo tiska. V zgodnjem srednjem veku so menihi pisali in prepisovali predvsem verska besedila, nastajali pa so tudi astronomski in zeliščni spisi ter bestiariji. Iz samostanov se je dejavnost preselila v mesto, kjer so jo prevzele univerze. Po četrtem lateranskem koncilu leta 1215 se je namesto pergamenta kot podlaga za rokopise začel uveljavljati papir. 

## Podlage rokopisov
Pred izumom tiska so bili vsi dokumenti pisani in prepisani ročno. Obstajali so predvsem v obliki papirnih zvitkov in knjig. Najpogostejše podlage za rokopise so bile pergament, papirus in papir. V Rusiji so iz 11. stoletja ohranjeni tudi zapisi na brezovem lubju, v Indiji pa so od antike do 19. stoletja za podlago uporabljali palmove liste. 
Papir se je iz Kitajske skozi islamski svet razširil do Evrope v 14. stoletju.  Do 15. stoletja je skoraj povsem nadomestil pergament. Ko so bila objavljena pomembna grška ali latinska dela, so v skriptorijih naredili po eno kopijo vsakega originala. V skriptoriju se dogaja zgodovinski roman italijanskega pisatelja Umberta Eca z naslovom Ime rože (Il nome della rosa).
Najstarejši rokopisi so iz egipčanskih grobnic, kjer so bili zelo dobro ohranjeni zaradi suhega zraka. Odkriti so bili v  sarkofagih, v povojih mumij, v loncih in vrčih ter v jamah. 
Rokopisi, ki so jih skrbno hranili v knjižnicah v času antike, so bili skoraj v celoti izgubljeni zaradi neobstojnosti papirusa, na katerem so bili napisani. Ohranile so se le redke kopije, ki so bile naknadno prepisane na pergament. 
Na Kitajskem je bil rokopis edini način zapisovanja informacij do 7. stoletja, ko so izumili tisk s pomočjo lesenih šablon. V islamskem svetu se je rokopis uporabljal do leta 1450, ko so izumili premični tip tiska. Prepisovanje knjig se je kljub temu nadaljevalo še eno stoletje, saj je bilo tiskanje drago. Tudi privatni in državni dokumenti so ostali v rokopisih do izuma pisalnega stroja konec 19. stoletja.
V Jugovzhodni Aziji so v prvem tisočletju pisali na kovinske lističe, predvsem bakrene, ki so bili na visokih temperaturah segreti in zmehčani, nanje pa so pisali s pomočjo kovinske igle. Tudi v Burmi so bili odkriti rokopisi na bakrenih, medeninastih in slonovinastih lističih ter celo na polakiranih odpadnih meniških haljah. V Italiji so bili nekateri pomembni etruščanski teksti zapisani na tanke zlate ploščice. V naštetih primerih gre bolj za gravure kot za prave rokopise. 
V zahodnem svetu so bili rokopisi po koncu antike brez presledkov med vrsticami. Kopije grških in latinskih dokumentov iz tega časa lahko razdelimo v dve skupini glede na to, ali so v velikih črkah (majuskule) ali malih (minuskule). Spisi v majuskulah so bili pomembnejši in so jih pisali tako, da so pisarji dvignili pisalo od podlage za vsako novo črko. Rokopisi v minuskulah so nastali brez dvigovanja pisala.

## Srednjeveška rokopisna kultura na Slovenskem
Srednjeveški rokopisi so nastajali iz potrebe po širjenju krščanske vere. Najstarejši zapisi so izpod peresa tujih duhovnikov, ki so opravljali bogoslužne obrede. Zaradi navodil duhovnikom, naj učijo vernike glasnega sodelovanja pri cerkvenih opravilih, so si prišleki zapisovali besedila, ki naj bi jih sicer vsi znali na pamet. 
V slovenskem jeziku je do konca 15. stoletja ohranjenih 11 rokopisov: 
- Brižinski spomeniki
- Rateški ali Celovški rokopis
- Stiški rokopis
- Černjejski oz. Beneškoslovenski rokopis
- Starogorski rokopis
- Videmski rokopis
- Škofjeloški rokopis
- Turjaški rokopis
- Prisege mesta Kranj
- Rokopis št. 71
- Rokopis – načrt za pridigo

### Tujejezični rokopisi na Slovenskem
Latinski rokopisi
- Salezij iz Cmureka: Eklektična filozofija, skladno z novo obliko v šolah urejena. 1775. 17. novembra (Philosophia Eclectica Ad Novam in Scholis Formam Comparata. MDCCLXXV. 17. Novembris).
- Ambrozij Redeskini: Patra brata Ambrozija iz Ajdovščine, kapucina Študij splošne moderne filozofije, prilagojene rabi učencev. 1778 v Zagrebu (P. F. Ambrosy ab Haidovio Capucini Institutiones universae PHILOSOPHIAE Recentioris, usibus discipulorum accomodatae. 1778. Zagrabiae).

Glagolski rokopisi
- Missale Romanum glagoliticum (1a–245b)
- Officium sanctorum glagolitice (1a–180a)
- Breviarium glagoliticum I–II

Madžarski rokopisi
- Aleksander Terplan: Agenda. Scripta per Alexandrum Terplán A° 1838. Mense Decembr. Capellanum Eccl. Ev. Puczincz.
- Mihael Županek: Énekeskönyv (o. 1865)

### Zapisi slovenskih števil v Heiligenkreuškem rokopisu iz tretje četrtine 12. stoletja
Gre za latinski rokopis, ki je nastal v cistercijanskem samostanu Heiligenkreuz v Dunajskem gozdu v tretji četrtini 12. stoletja in je shranjen v tamkajšnji samostanski knjižnici. Sestavlja ga 181 pergamentnih folijev, vsebuje pa naslednji deli: Janez Kasijan: Razgovori z očeti in Prosper Akvitanski: Zoper razgovarjalca. Na osmih straneh teh folijev se nahajajo z besedo zapisani števniki od 1 do 10. Na podlagi jezikovnih značilnosti, kot je na primer prisotnost nosnikov, lahko sklepamo, da gre za jezik slovenskega prostora, natančneje koroško narečje. Najverjetneje gre za podjunsko narečje, ki stare nosne samoglasnike pozna še danes. Obstaja pa še druga možnost, da je osnova rokopisa morda poljska. 
Odkritje Heiligenkreuškega rokopisa je najpomembnejše odkritje novega zgodovinskega jezikoslovnega gradiva v slavistiki v zadnjem času. V času zapisa rokopisa je bilo območje, na katerem je rokopis nastal, tudi še slovansko (in že bavarsko srednjevisokonemško) govoreče. Jezik na novo odkritih števnikov je zato zgodovinsko postavljen v kontekst vzhodnoalpskega prostora ob Donavi v času od konca 6. do vključno 12. stoletja ter tedanjega tamkajšnjega slovanskega jezika kot tudi zemljepisno stičnih slovanskih geolektov severno in južno od tega.

### Slovenski rokopisi konec 15. stoletja
Okrog leta 1480 so pričeli rokopisno literaturo izpodrivati prvi tiski, imenovani inkunabule, s  Primožem Trubarjem se je 1550 začela kultura tiska.

## Preplet rokopisne kulture s kulturo tiska
Rokopis in tisk sta se prepletala vse od nastanka prve slovenske knjige, vendar za najzgodnejše obdobje ni veliko ohranjenih rokopisnih besedil. Številna slovenska besedila iz 17. in 18. stoletja so ostala v rokopisih, ker zaradi ekonomskih in ideoloških razlogov niso mogla biti natisnjena. Nekatera so se ohranila, ker so bila všita v knjige kot njihovo dopolnilo. Rokopisi in tisk so sobivali od 16. stoletja vsaj do srede 19. stoletja. Šest pesmi iz Trubarjevega Katekizma naj bi domnevno prepisovali še v 16. stoletju, protestantje na Koroškem pa tudi v 18. stoletju. Pomemben dokument o slovenski rokopisni dejavnosti je Slovenski evangelistarij s konca 16. ali začetka 17. stoletja. 

### Rokopisi v lekcionarjih
Lekcionarji so bile prve slovenske liturgične knjige nedeljskih evangelijev in beril. Na Slovenskem obstajajo štirje ohranjeni izvodi lekcionarja Evangelia inu lystuvi iz leta 1612 oziroma 1613. V treh je bilo najdenih več vstavljenih rokopisov z molitvenimi in pesemskimi besedili. Dva izmed njih se imenujeta Muzejski rokopis in Budimpeštanski rokopis s 14 starimi, deloma srednjeveškimi slovenskimi pesmimi, ki niso bile prej nikoli zapisane. Ti prvi rokopisni dodatki v lekcionarjih kažejo potrebo po pesmaricah. Vstavljanje rokopisov v tiskane knjige je bila pogosta praksa še vse do poznega 18. stoletja in celo v začetkih 19. stoletja. (Ogrin, 2017)

### Rokopisi v 19. stoletju
V tem obdobju so se pojavili prepisi tiskanih knjig. Eden takšnih primerov je obsežen prepis celotne knjige Matije Kastelca Navuk christianski, sive praxis cathchistica iz leta 1688. Rokopis je leta 1843 napisal Anton Stainz, kar lahko sklepamo iz kolofona na koncu besedila.
700 strani priprav na predavanja in izpiskov iz evropske literature je zapustil Matija Čop. Primarna vloga teh besedil ni bila več posredovati besedila drugim, ampak za zasebno rabo.  
Ljubitelji književnosti so prepisovali izbrane pesmi priljubljenih pesnikov in jih vezali v knjižice; med drugo svetovno vojno so  bili rokopisi osrednji medij za širjenje poezije.

### Korespondenca
Pisma so pomemben segment rokopisne kulture predvsem v 18., 19. in na začetku 20. stoletja. Bila so pomembna v literaturi in znanosti. Preko pisem so si umetniki in znanstveniki izmenjavali mnenja in poročali o svojem ustvarjanju. Pisma so bila pred pojavom znanstvene periodike edini kanal za znanstveno komunikacijo. Obstajali so tudi priročniki o spretnosti pisanja pisem za vsakdanjo rabo, npr. Spisovnik za Slovence Matije Majarja iz leta 1850 in Zbirka ljubimskih in ženitovanjskih pisem Filipa Haderlapa iz leta 1882.

## Rokopisi danes
Danes se v bibliotekarstvu izraz rokopis uporablja za vsako ročno napisano besedilo v knjižnici ali arhivu. V ekdotiki imajo status rokopisa tudi avtorjevi unikatni tipkopisi.